# 拉戈阿 (马塞杜-迪卡瓦莱鲁什)
拉戈阿是葡萄牙布拉干萨区的一个堂区。总面积34.52平方公里，总人口432人，人口密度12.5人/平方公里。